# 德浦站
德浦站（：／ Deokpo yeok */?）是釜山地鐵2號線沿線的一座地下車站，位於韓國釜山廣域市沙上区德浦洞。該站原設有副站名「新羅大學」（신라대），2009年時因應新羅大學校址遷移而刪除。

## 車站結構
站體為2面2線曲線式設計側式月台的地下車站，候車月台設有月台幕門，並有4處出口。

### 月台配置
| 沙上 ↑ |
| \| 上  |
| ↓ 毛德 |

| 月台 | 路線               | 目的地                             |
| ---- | ------------------ | ---------------------------------- |
| 上行 | ●釜山都市铁道2号线 | 沙上、西面、大淵、金蓮山、萇山方向 |
| 下行 | ●釜山都市铁道2号线 | 德川、湖浦、梁山方向               |

## 歷史
- 1999年6月30日：落成使用。
- 2009年1月10日：刪除副站名新羅大學。

## 車站周邊
- 德浦1洞郵局
- 德浦市場
- 沙上中學
- 德浦女子中學
- 釜山沙上警察署
- 道路交通公團（朝鲜语：도로교통공단）釜山北部駕照試場

## 相鄰車站
釜山交通公社
●釜山都市铁道2号线
沙上（227）－德浦（228）－毛德（229）